# Fagerhult (Jönköping)
Fagerhult – miejscowość (tätort) w Szwecji, w regionie administracyjnym (län) Jönköping, w gminie Habo.
Według danych Szwedzkiego Urzędu Statystycznego liczba ludności wyniosła: 307 (31 grudnia 2015), 323 (31 grudnia 2018) i 327 (31 grudnia 2019).